# Liste des monuments nationaux du Meta
Cet article liste les monuments nationaux du département du Meta, en Colombie. Au 6 novembre 2019, un seul monument national était recensé dans ce département.

## Patrimoine naturel
| Code national             | Monument                                            | Municipalité(s)                                                         | Adresse | Coordonnées                        | Date      | Illustration                                        |
| ------------------------- | --------------------------------------------------- | ----------------------------------------------------------------------- | ------- | ---------------------------------- | --------- | --------------------------------------------------- |
| 01-01-04-01-50-350-000001 | Parc national naturel de la Serranía de La Macarena | San Juan de Arama, San Juan de Arama, Puerto Rico, La Macarena, Mesetas |         | 3° 01′ 00″ nord, 74° 00′ 00″ ouest | 1948 1959 | Parc national naturel de la Serranía de La Macarena |